# Ranstadt
Ranstadt é um município da Alemanha, situado no distrito de Wetterau, no estado de Hesse. Tem 34,26 km² de área, e sua população em 2019 foi estimada em 5.099 habitantes.